# Receptacle

El receptacle (gris) en relació amb l'ovari (vermell) en tres tipus de flors: hipoginia (I), periginia (II), i epiginia (III),

En botànica, el receptacle floral o tàlem és l'eixamplament de la part superior del peduncle de la flor on s'insereixen les diferents parts de la flor. A una flor completa es formen quatre verticils superposats: el calze (amb els sèpals), la corol·la (amb els pètals), l'androceu o estams i el gineceu o pistils (amb els carpels).
També es parla de receptacle en el cas d'algunes inflorescències com els capítols, als quals les flors individuals, anomenades flòsculs, s'insereixen sobre un receptacle allargat i aplanat. Aquest receptacle forma el centre de flors de les flors de les asteràcies, com la margarida, l'enciam o el gira-sol. En el cas de la carxofera, el receptacle és la principal part comestible de la carxofa.